# Hattingen
Hattingen est une ville de Rhénanie-du-Nord-Westphalie (Allemagne) de 54 286 habitants, située dans l'arrondissement d'Ennepe-Ruhr dans le district d'Arnsberg. Hattingen a une vieille ville historique.

## Histoire
| Appartenances historiques Comté de Berg 1101-1161 Comté d'Altena 1161-1198 Comté de La Marck 1198-1807 Grand-duché de Berg 1807-1813 Royaume de Prusse (Province de Westphalie) 1815-1918 République de Weimar 1918-1933 Reich allemand 1933-1945 Allemagne occupée 1945-1949 Allemagne 1949-présent |

## Galerie

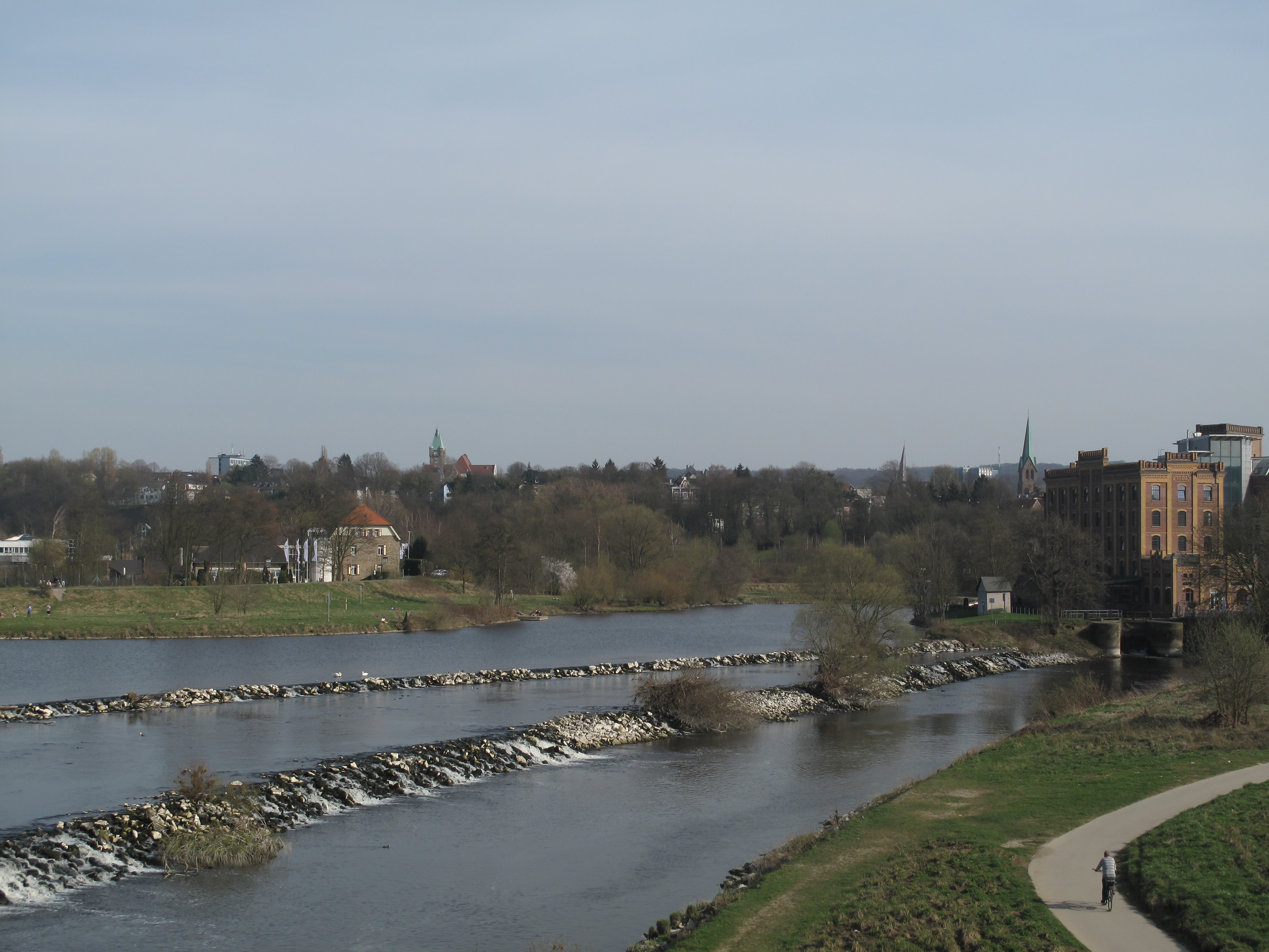
Vue sur la ville à travers la Ruhr
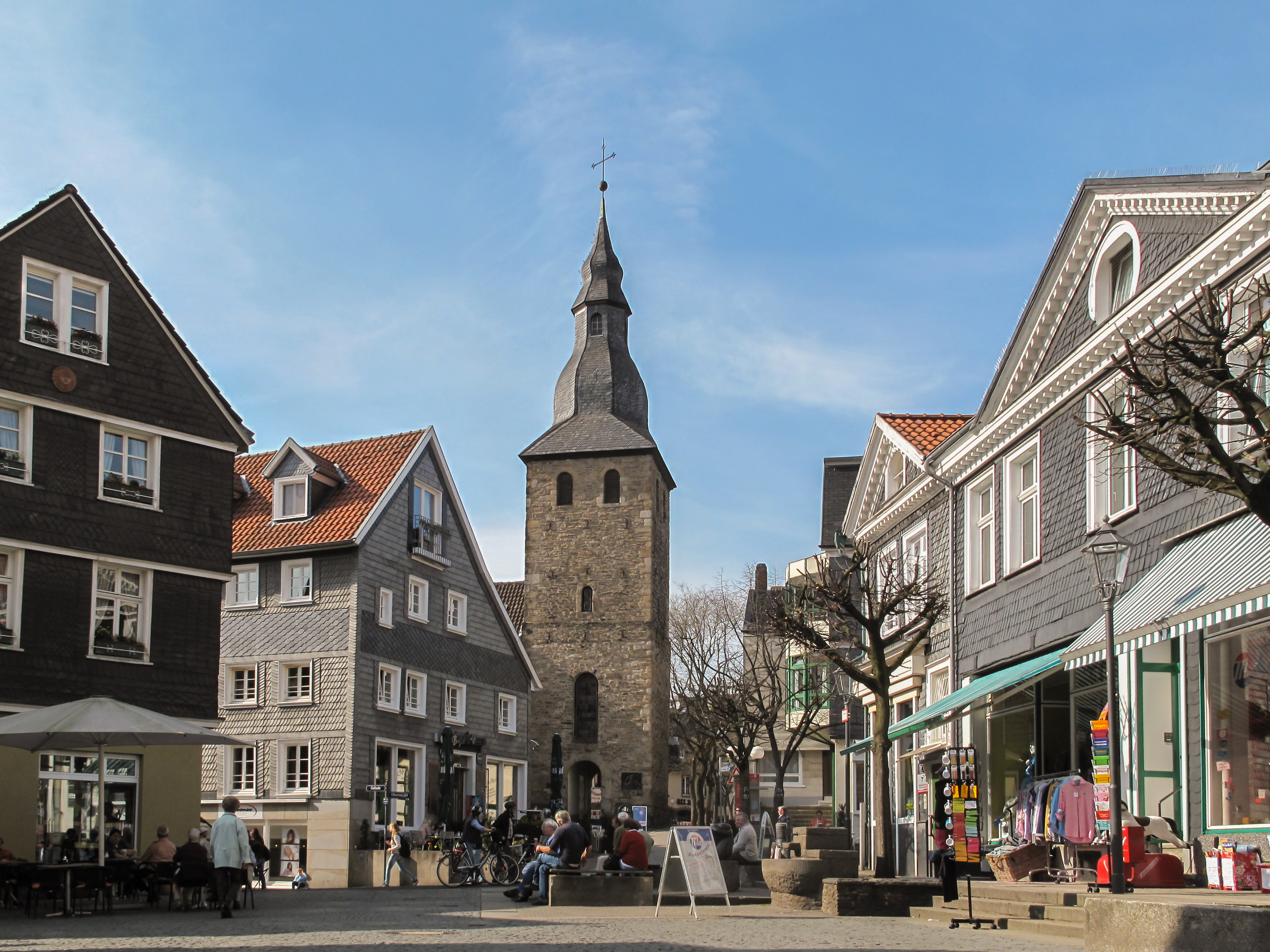
Vue sur le Glockenturm, le beffroi de l'ancienne église protestante Johanniskirche
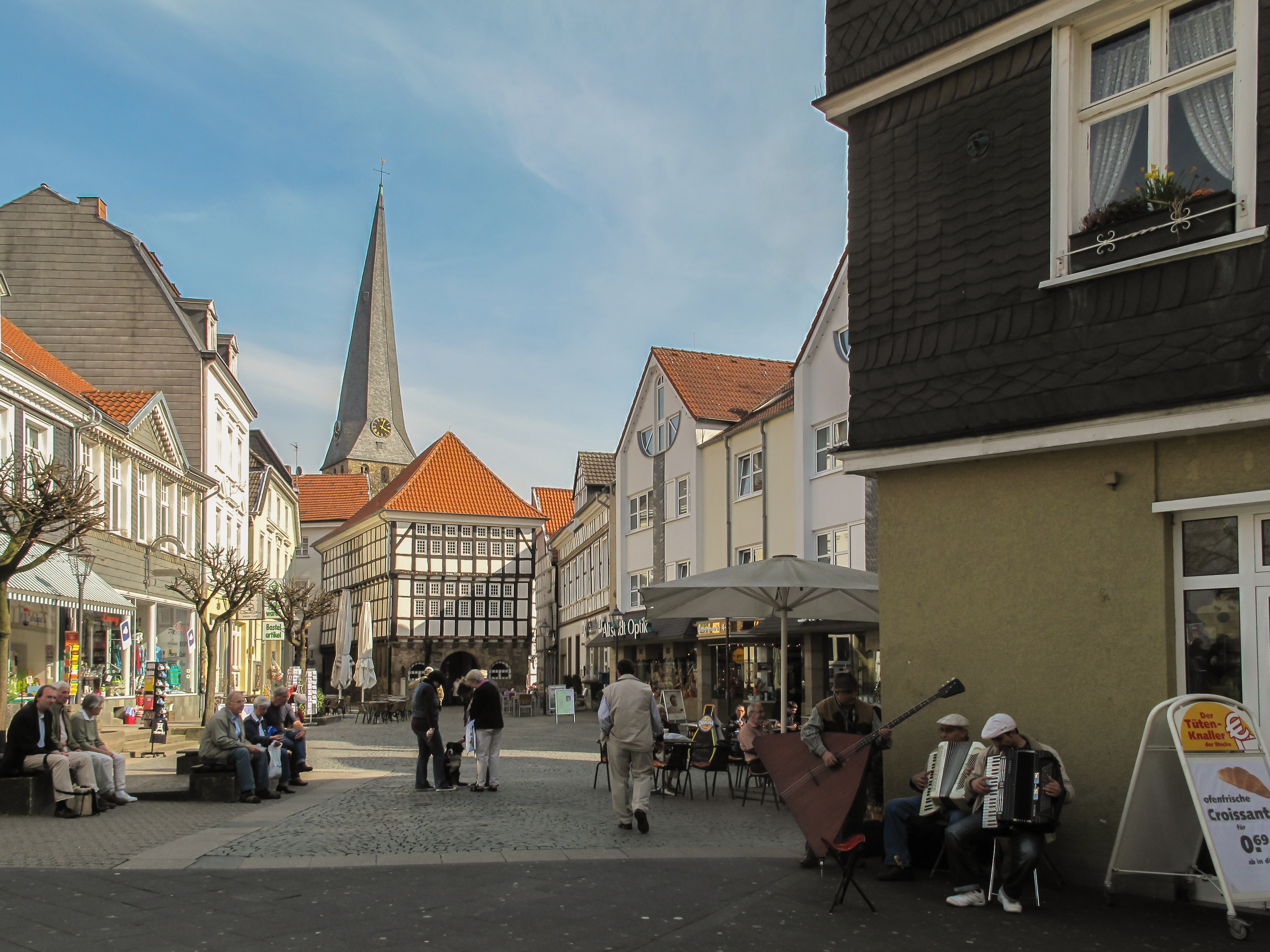
Vue dans la rue avec l'église protestante St. Georg
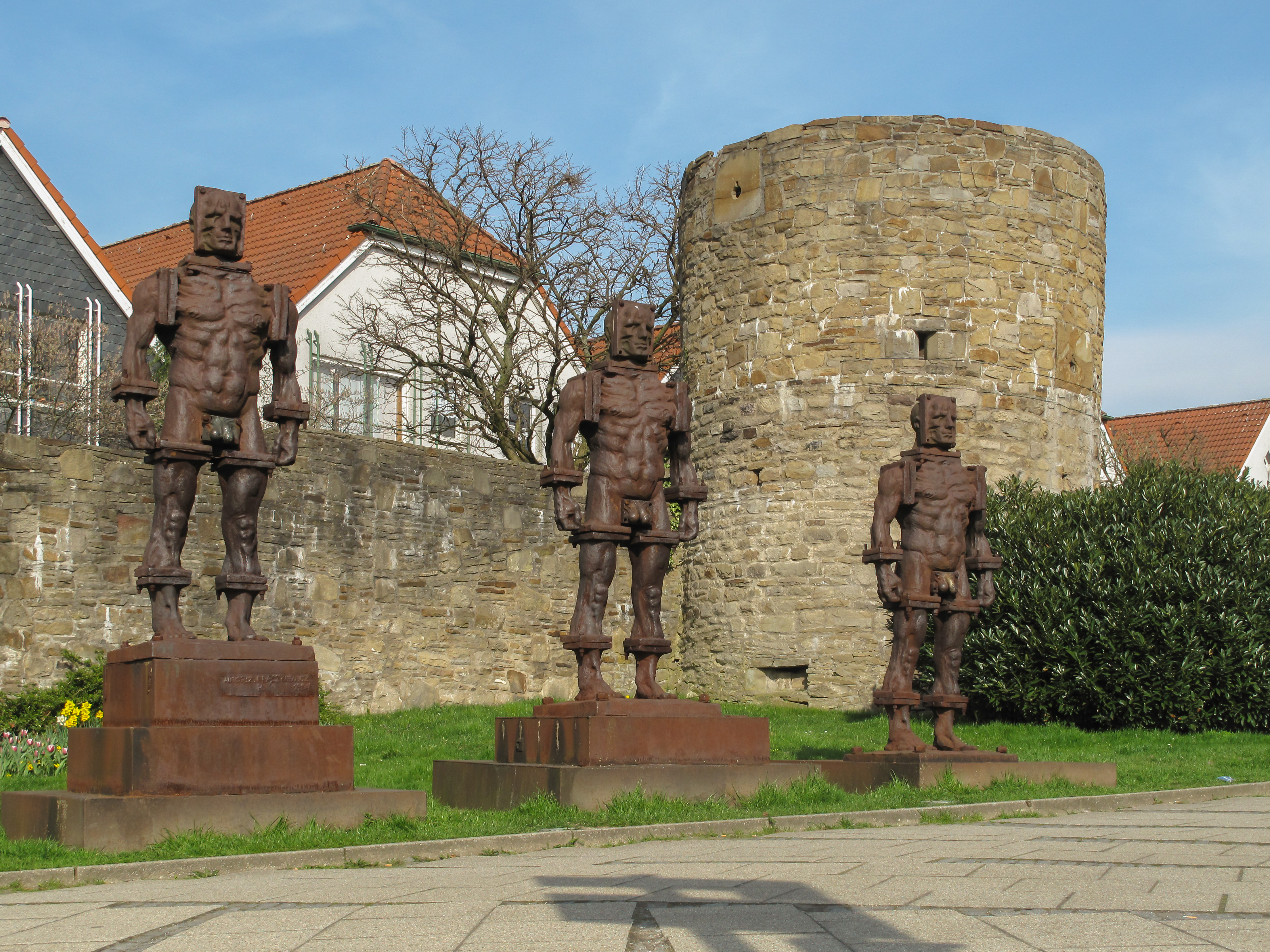
Sculpture: Menschen aus Eisen - Hommes en fer
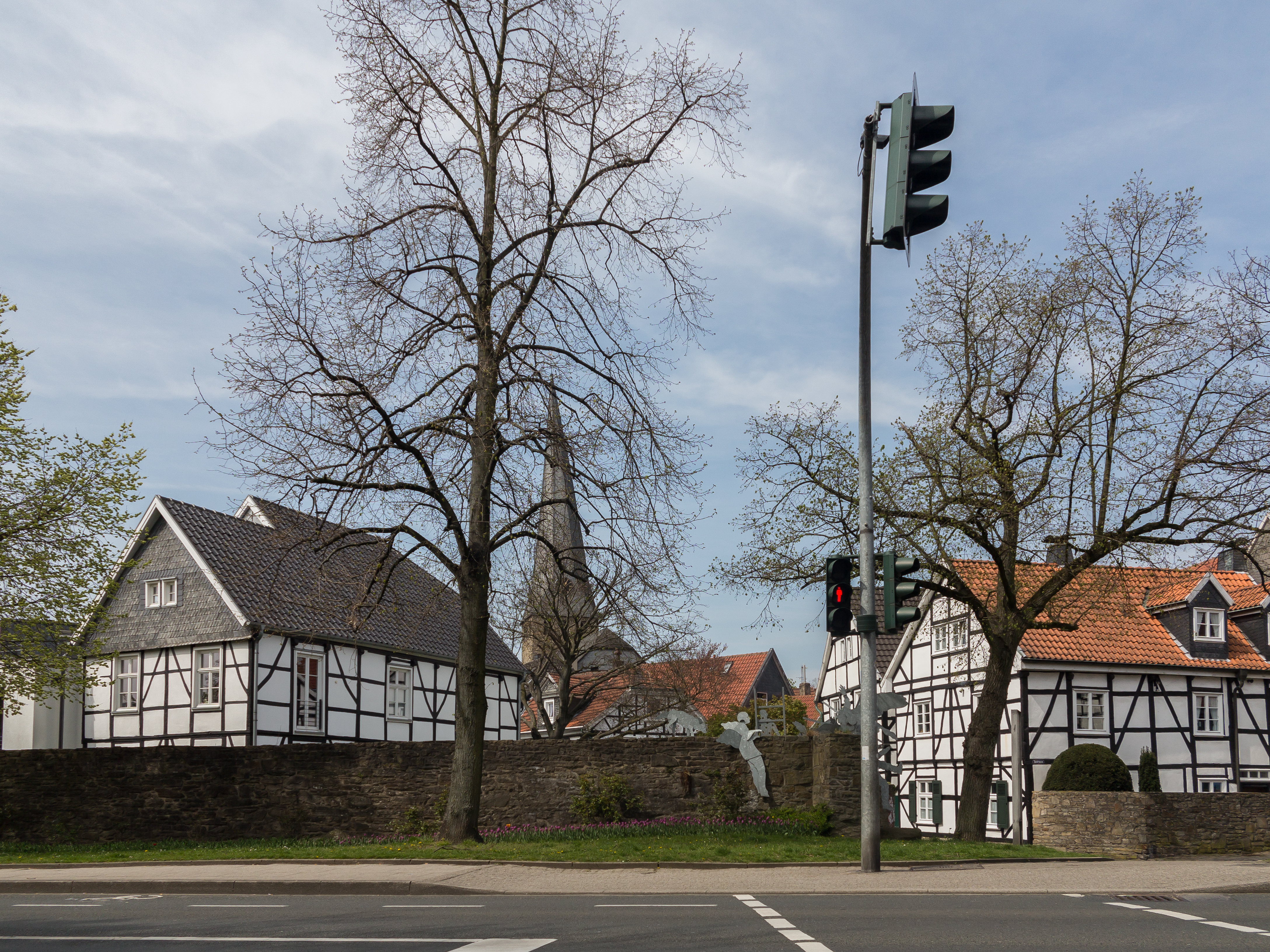
Tour de l'église avec pan de bois

## Personnalités de la ville
- Ingeborg de Beausacq, photographe et exploratrice.
- Erich Warsitz, aviateur allemand.